# I LOVE YOU -now & forever-
『I LOVE YOU -now & forever-』（アイ・ラブ・ユー ナウ・アンド・フォーエバー）は、桑田佳祐の3作目のベスト・アルバム。2012年7月18日にCDで発売。発売元はタイシタレーベル / SPEEDSTAR RECORDS。
2016年2月26日にはダウンロード配信、2019年12月20日にはストリーミング配信を開始した。

## 背景
2012年3月31日に自身のラジオ番組『桑田佳祐のやさしい夜遊び』にて、2日後の4月2日に重大発表があると桑田本人から発表された。2日当日に本作の発売と同年9月から始まる全国ツアーが発表された。本作と全国ツアーのきっかけは2011年3月に起きた東日本大震災（東北地方太平洋沖地震）によって被害を受けた人達を歌で励ますために桑田が「今年は全国に歌を届けに行こう」「新作・旧作問わず、今だからこそ伝えたい歌を聴いてもらおう」と発起した。
桑田にとって2012年はソロデビュー25周年を迎え、自身のアルバムとしては『MUSICMAN』から約1年5か月ぶり、前作のベスト・アルバム『TOP OF THE POPS』から約9年8か月ぶりとなる作品である。初回限定盤は桑田がボーカルやトリビュートのみで参加した楽曲を収録したボーナスディスクが付属している。

## 録音
前作『TOP OF THE POPS』ではKUWATA BAND、SUPER CHIMPANZEE、桑田佳祐&Mr.Childrenの曲も収録されていたが、本作では全曲ソロ名義で発表した曲が収録されている。
長年商品化されず「幻の曲」と言われていた松任谷由実との共作曲「Kissin' Christmas (クリスマスだからじゃない)」が初収録されることになり、マスコミでも大きく報じられている（収録までの経緯は曲の記事を参照のこと）。
DISC 2は19分弱に及ぶ「声に出して歌いたい日本文学〈Medley〉」をフルで収録したことも影響し、奇跡的にCDの収録時間のほぼ限界である79分20秒になっている。この件は2012年10月15日に放送された『爆笑問題の検索ちゃん』（テレビ朝日）にてクイズの問題として出題された。
本作のマスタリングはテッド・ジェンセンが担当している。

## プロモーション
2000年〜2001年、2009年にレギュラー放送されていた桑田のフジテレビ系の冠番組『桑田佳祐の音楽寅さん 〜MUSIC TIGER〜』が本作発売に合わせて「桑田佳祐の音楽寅さん2012 “I LOVE YOU -now & forever-”スペシャル」が特別番組として2012年7月11日に放送された。

## チャート成績
2012年7月30日付のオリコン週間アルバムランキングで初週43.2万枚を売り上げて、初登場1位を獲得した。桑田ソロのアルバムとして3作連続・通算5作目の首位獲得となった。2012年に発売されたソロアーティストのアルバム初週売上としては、安室奈美恵の『Uncontrolled』が記録した29.2万枚を超えて最高初週売上枚数となった。また、男性ソロアーティストで初週40万枚を突破するのは平井堅の『Ken Hirai 10th Anniversary Complete Single Collection '95-'05 歌バカ』以来となる6年8か月ぶりとなった。
翌週となる8月6日付の同ランキングでは12.0万枚を売り上げ、2週連続1位を獲得した。2012年に発売されたソロアーティストのシングル・アルバムを通して初の50万枚突破となった。また、ソロ作品で2週連続首位を獲得するのは『TOP OF THE POPS』以来となった。
2012年8月13日付の同ランキングでは6.0万枚を売り上げ、桑田ソロアルバムとして初めてとなる3週連続1位を獲得し、サザンオールスターズを含めても1992年発売の『世に万葉の花が咲くなり』で4週連続1位を記録して以来約20年ぶりとなった。2015年12月までに累計売上枚数は79.6万枚（オリコン調べ）を記録している。
オリコンによる本作の登場週数は117週である。

## 収録曲
- タイトルは基本的に、オリジナル発売時の表記に従う。楽曲の解説は各収録作品を参照のこと。[ ]内は演奏時間である。

### DISC 1
1. 悲しい気持ち (JUST A MAN IN LOVE) [3:54]
（作詞・作曲：桑田佳祐 / 編曲：小林武史 with 桑田佳祐、藤井丈司）
1987年発売のソロデビューシングル。
2. 今でも君を愛してる [3:26]
（作詞・作曲：桑田佳祐 / 編曲：小林武史 with 桑田佳祐、藤井丈司）
1988年発売の1枚目アルバム『Keisuke Kuwata』収録曲。
3. いつか何処かで (I FEEL THE ECHO) [5:19]
（作詞・作曲：桑田佳祐 / 編曲：小林武史 with 桑田佳祐、藤井丈司）
1988年発売の2枚目シングル。
4. Kissin' Christmas (クリスマスだからじゃない) [7:10]
（作詞：松任谷由実 / 作曲：桑田佳祐 / 編曲：KUWATA BAND）
5. 漫画ドリーム [4:48]
（作詞・作曲：桑田佳祐 / 編曲：桑田佳祐 & 小倉博和）
1994年発売の2枚目アルバム『孤独の太陽』収録曲。
6. 真夜中のダンディー [5:14]
（作詞・作曲：桑田佳祐 / 編曲：桑田佳祐 & 片山敦夫）
1993年発売の3枚目シングル。
7. 月 [4:43]
（作詞・作曲：桑田佳祐 / 編曲：桑田佳祐 & 小倉博和）
1994年発売の4枚目シングル。
8. 祭りのあと [4:52]
（作詞・作曲：桑田佳祐 / 編曲：桑田佳祐 & 小倉博和）
1994年発売の5枚目シングル。
9. 波乗りジョニー [4:28]
（作詞・作曲・編曲：桑田佳祐 / 管編曲：山本拓夫 / 弦編曲：島健）
2001年発売の6枚目シングル。
10. 白い恋人達 [4:40]
（作詞・作曲・編曲：桑田佳祐 / 弦 & 管編曲：島健）
2001年発売の7枚目シングル。
11. ROCK AND ROLL HERO [4:42]
（作詞・作曲：桑田佳祐 / 英語補作詞：Tommy Snyder / 桑田佳祐 & THE BALDING COMPANY / 管編曲：山本拓夫）
2002年発売の3枚目アルバム『ROCK AND ROLL HERO』収録曲。
12. 東京 [6:27]
（作詞・作曲：桑田佳祐 / 編曲：桑田佳祐 & THE BALDING COMPANY）
2002年発売の8枚目シングル。
13. 可愛いミーナ [5:22]
（作詞・作曲・編曲：桑田佳祐 / 弦編曲：島健）
シングル「東京」のカップリング曲。
14. 明日晴れるかな [5:13]
（作詞・作曲・編曲：桑田佳祐 / 弦 & 管編曲：島健）
2007年発売の9枚目シングル。
15. 風の詩を聴かせて [4:56]
（作詞・作曲・編曲：桑田佳祐）
2007年発売の10枚目シングル。

### DISC 2
1. ダーリン [4:36]
（作詞・作曲・編曲：桑田佳祐 / 弦編曲：桑田佳祐 & 片山敦夫 / 管編曲：桑田佳祐 & 山本拓夫）
2007年発売の11枚目シングル。
2. 現代東京奇譚 [5:04]
（作詞・作曲・編曲：桑田佳祐 / 弦 & 管編曲：斎藤ネコ）
シングル「ダーリン」のカップリング曲。
3. MY LITTLE HOMETOWN [4:32]
（作詞・作曲・編曲：桑田佳祐 / 管編曲：山本拓夫）
シングル「風の詩を聴かせて」のカップリング曲。
4. 君にサヨナラを [4:47]
（作詞・作曲・編曲：桑田佳祐 / 弦編曲：佐橋佳幸）
2009年発売の12枚目シングル。
5. 声に出して歌いたい日本文学〈Medley〉 [18:41]
（作詞：中原中也、高村光太郎、太宰治、与謝野晶子、芥川龍之介、小林多喜二、樋口一葉、石川啄木、夏目漱石、宮沢賢治 / 作曲・編曲：桑田佳祐）
シングル「君にサヨナラを」のカップリング曲。
6. 本当は怖い愛とロマンス [3:31]
（作詞・作曲・編曲：桑田佳祐）
2010年発売の13枚目シングル。
7. 銀河の星屑 [4:20]
（作詞・作曲・編曲：桑田佳祐）
2011年発売の4枚目アルバム『MUSICMAN』収録曲。
8. 月光の聖者達 [4:22]
（作詞・作曲・編曲：桑田佳祐）
アルバム『MUSICMAN』収録曲。
9. 明日へのマーチ [3:30]
（作詞・作曲・編曲：桑田佳祐）
2011年発売の14枚目シングル「明日へのマーチ/Let's try again 〜kuwata keisuke ver.〜/ハダカ DE 音頭 〜祭りだ!! Naked〜」の1曲目。
10. Let's try again 〜kuwata keisuke ver.〜 [4:49]
（作詞・作曲・編曲：桑田佳祐 / 管編曲:山本拓夫 & 曽我淳一）
シングル「明日へのマーチ/Let's try again 〜kuwata keisuke ver.〜/ハダカ DE 音頭 〜祭りだ!! Naked〜」の2曲目。
11. 幸せのラストダンス [4:44]
（作詞・作曲・編曲：桑田佳祐）
本人出演の三井住友銀行 CMソング。
桑田はこの曲について「知り合いの伊豆のそば屋のお嬢さんが結婚する際に思いついた曲で、純粋に2人の旅立ちを祈る気持ちになれたことが嬉しくてそれで書けた曲」と語っている[18][19]。また、先述するCMのコンセプトが「日本が多くのものを失った2011年から、新たな年へ。その初めに、希望をもって一歩を踏み出そうとする人を応援したい!」であり、それに合わせた曲でもある[20]。
ミュージック・ビデオには高橋惠子と谷桃子が出演し、高橋は桑田の妻、谷はその若い頃を演じている。このMVは2018年1月に発売のミュージック・ビデオ集『MVP』に収録されている[21]。
12. CAFÉ BLEU [3:27]
（作詞・作曲・編曲：桑田佳祐）
本人出演の森永乳業「マウントレーニア ダブル」CMソング。
アルバムに収録されている新曲の中では最も早く、2011年11月にオンエアが始まっていた。桑田は「コーヒー豆の粒が描かれたグラフィックデザインがあって、その琥珀色というか、色合いを見ているうちにイメージが湧いてきてできた曲」と語っている[19]。
13. 100万年の幸せ!! [4:40]
（作詞：さくらももこ / 作曲・編曲：桑田佳祐）
フジテレビ系アニメ『ちびまる子ちゃん』エンディングテーマ。
14. MASARU [4:15]
（作詞・作曲・編曲：桑田佳祐）
フジテレビの夏のイベント『お台場合衆国!2012〜ここから始まるNIPPON応援団!〜』テーマソング。
タイトルは『桑田佳祐の音楽寅さん』のプロデューサーで『お台場合衆国2012』の統括団長（エグゼクティブプロデューサー）を務めている佐々木将の名前から採られている[22]。仮タイトルも同じく「マサル」[23]。
歌詞中には「テレビはやっぱチャンネル8」「みんなでお台場へ行こう」「明日へのRainbow Bridge」などフジテレビや同局のあるお台場、『お台場合衆国』を意識しているフレーズが散見され[24]、桑田本人は「提灯音楽」と称している[24]。曲中には内田裕也・樹木希林夫妻、エリカ・バドゥなどの人名や、「ジョニー・B.グッド」などの曲名が織り込まれている。
15. 愛しい人へ捧ぐ歌 [4:02]
（作詞・作曲・編曲：桑田佳祐）
本人出演のNTT docomo「ドコモthanksキャンペーン」CMソング。また、TBS系列、NTT docomo20周年記念ドラマスペシャル『夢の扉特別編・20年後の君へ』テーマソング。
桑田が言うには「『人に対して優しくありたい』とか、『今、生かされていることに感謝したい』という心境を表した曲」であるという[19]。アルバムの最後に位置することも多少は意識しており、「こういうタイプの落ち着いた曲があってもいいかな」としている[24]。
『宮城ライブ 〜明日へのマーチ!!〜』を踏まえ「再びあの宮城のステージに立ち、東北の皆さんの前で歌う自分の姿をイメージして作ったところもある」[25] という発言もあり、事実、グランディ・21のセキスイハイムスーパーアリーナで行われたライブの初日ではステージ上で同様のメッセージを客席に呼びかけている。横浜アリーナでのツアー最終日では、亡き姉岩本えり子の思い出を語ったあとに披露した[26]。
MVは湘南の海の写真を背景として歌うものとなっている。このMVはミュージック・ビデオ集『MVP』に収録されている[21]。

### BONUS DISC (完全生産限定盤のみ)
1. 六本木のベンちゃん [3:15]
（作詞：小林克也・嘉門雄三 / 作曲・編曲：嘉門雄三）
1982年に小林克也&ザ・ナンバーワン・バンドに提供した楽曲で、アルバム『もも』に収録され、シングルカットもされた。
ベンチャーズ風のサウンドが特徴的な楽曲で、歌詞中に出てくる「ベンちゃん」は実在の人物という。桑田は“嘉門雄三”名義で参加し、小林と共にボーカルもとっている。
2. ジャンクビート東京 [5:59]
（作詞・作曲：いとうせいこう & 戸田誠司 / 編曲：リアル・フィッシュ）
1987年にReal Fish featuring 桑田佳祐・いとうせいこう名義で発表した楽曲。
3. LONG DISTANCE LOVE [3:25]
（words & music：Lowell George arrangement：Ira Ingber）
1997年に発売されたリトル・フィートのギタリストであるローウェル・ジョージのトリビュートアルバム『ROCK AND ROLL DOCTOR』に収録されている楽曲。
様々なアーティストが参加している中、桑田は日本人として唯一参加している[27]。
4. 突然の吐き気 〜えりの思い出〜 [2:27]
（作詞：桑田佳祐 & ユースケ・サンタマリア / 作曲・編曲：桑田佳祐）
2006年に放送された『桑田佳祐の音楽寅さん 〜MUSIC TIGER〜 '06夏の思い出作りSP』の中で作成された楽曲。
ユースケ・サンタマリアと桑田がボーカルを取っており、スリーコード進行であり、1音だけで作成され、ユースケの上京した当時の思い出などが歌詞に織り込まれている。また、この「突然の吐き気」は2009年に半年間放送された音楽寅さんの番組仮タイトルの候補にもなった[28]。

## 参加ミュージシャン
既発曲に関しては、各収録作品を参照のこと。
- 幸せのラストダンス
  - 桑田佳祐:Vocal, Chorus
  - 斎藤誠:Acoustic & Electric Guitars
  - 角田俊介:Bass
  - 河村“カースケ”智康:Drums, Tambourine, Cymbal
  - 片山敦夫:Keyboards, Piano
  - 角谷仁宣:Computer Programming
- CAFÉ BLEU
  - 桑田佳祐:Vocal, Chorus, Quijada, Shaker
  - 斎藤誠:Acoustic Guitar
  - 片山敦夫:Keyboards
  - 成田昭彦:Bongo
  - 角谷仁宣:Computer Programming
- 100万年の幸せ!!
  - 桑田佳祐:Vocal, Chorus, Hand Claps
  - 斎藤誠:Electric Guitar
  - 曽我淳一:Keyboards, Computer Programming
  - 原由子:Chorus
- MASARU
  - 桑田佳祐:Vocal, Chorus, Hand Claps
  - 斎藤誠:Electric Guitar, Hand Claps
  - 片山敦夫:Organ, Organ Bass, Hand Claps
  - 松田弘:Drums
  - 角谷仁宣:Computer Programming
  - 角田俊介:Bass for Pre-Production
- 愛しい人へ捧ぐ歌
  - 桑田佳祐:Vocal, Chorus
  - 斎藤誠:Acoustic Guitar
  - 片山敦夫:Piano, Synthesizer, Synth Bass
  - 原由子:Piano, Synth Glockenspiel & Pad
  - 角谷仁宣:Computer Programming
  - 加藤茂:Drum Programming
  - 角田俊介:Bass for Pre-Production

## ライブ映像作品
既発曲に関しては、各収録作品を参照のこと。
| 曲名               | 作品名                                                                  |
| ------------------ | ----------------------------------------------------------------------- |
| 幸せのラストダンス | 桑田佳祐 LIVE TOUR & DOCUMENT FILM 「I LOVE YOU -now & forever-」完全盤 |
| CAFÉ BLEU          | 桑田佳祐 LIVE TOUR & DOCUMENT FILM 「I LOVE YOU -now & forever-」完全盤 |
| 100万年の幸せ!!    | →「 100万年の幸せ!! § ライブ映像作品 」を参照                           |
| MASARU             | 未収録                                                                  |
| 愛しい人へ捧ぐ歌   | 桑田佳祐 LIVE TOUR & DOCUMENT FILM 「I LOVE YOU -now & forever-」完全盤 |